# Linfodrenaggio
Il linfodrenaggio, o "drenaggio linfatico manuale" (DLM) è un particolare tipo di massaggio praticato nelle zone del corpo con un'eccessiva riduzione della circolazione linfatica e una stagnazione di liquido. La prima formalizzazione della tecnica, che sopravvive ancora oggi con questo nome, fu introdotta nel 1936 dal dottor Emil Vodder insieme alla moglie, la dottoressa Estrid Vodder, su alcune prime intuizioni di Alexander von Winiwarter.

## Metodi ed effetti
Durante la maggior parte di una seduta di DLM il massaggio si esegue dalla periferia verso gli organi interni (in senso centripeto), per aiutare l'effetto drenante delle valvole a nido di rondine nei vasi linfatici.
Sono due le metodologie classiche del massaggio linfodrenante, la prima formalizzata da Emil Vodder, la seconda da Albert Leduc. I due metodi concordano sui punti più importanti, ossia:
1. Iniziare il massaggio partendo dalla zona prossimale, ossia le varie stazioni linfonodali del tronco, per poi concentrare il resto della seduta sulle zone distali, ossia gli arti;
2. La pressione deve essere regolata in modo da non provocare arrossamenti né dolori.

Le differenze si riscontrano nel tipo di movimenti che il terapeuta deve eseguire. 

Il metodo Vodder si basa su quattro movimenti: 
- cerchi fermi, ottenuti da un movimento di spinta circolare delle dita appiattite sulla pelle. Utilizzato principalmente per viso, collo e linfonodi.
- tocco a pompa, che utilizza solo il palmo della mano. Preferito per le parti curve di gambe braccia e fianchi.
- movimenti erogatori e tocchi rotatori, usati per petto, ventre e schiena. Si effettuano con la mano intera, il polso ruota dall'esterno verso l'interno mentre il pollice segue il flusso linfatico.

Secondo Leduc invece il trattamento deve essere svolto solo attraverso due manipolazioni, a seconda dell'affezione da trattare: "la manovra di richiamo e la manovra di riassorbimento". La prima consiste in manipolazioni da effettuare a valle della zona di interesse per aiutare il drenaggio fisiologico dei liquidi stagnanti nei vasi, mentre la seconda agisce sulle zone di ritenzione, manipolando il tessuto per favorire il riassorbimento dei fluidi a livello dei vasi linfatici superficiali.
Solitamente il trattamento può continuare anche dopo la seduta, comprendendo l'utilizzo di fasce elastiche che impediscano la stagnazione, soprattutto negli arti inferiori.
Tra benefici del trattamento, oltre la sensazione di calore muscolare, utile a rilasciare tensioni accumulate, vi è la sensazione di leggerezza, poiché i muscoli lavorano con meno carico di liquido.

## Zone di interesse
Dagli arti inferiori il centro di raccolta principale è la cisterna di Pecquet, a livello delle prime due vertebre lombari, per poi passare al terminus tramite i tronchi linfatici principali. Dagli arti superiori la linfa si raccoglie nel terminus più o meno direttamente, passando per varie stazioni linfonodali disseminate lungo il percorso, di cui le più importanti sono quelle ascellari.